# Тепляков, Сергей Александрович
Сергей Александрович Тепляков (род. 21 сентября 1966, Новоалтайск, Алтайский край) — российский журналист. Лауреат премии Союза журналистов РФ «Золотое перо России».

## Биография
В 1983 году после окончания средней школы поступил в Барнаульский государственный педагогический институт. В 1985 году был призван в Вооружённые Силы СССР, служил на Западной Украине (Черновцы, Ивано-Франковск). После этого продолжил обучение в институте и одновременно начал сотрудничать с краевой газетой «Молодёжь Алтая». Институт не окончил. Работал также в газетах «Свободный курс», «Контраст», «Алтайская правда», в телекомпаниях АТН, ГТРК «Алтай».
С 2005 по 2011 год — собственный корреспондент газеты «Известия» по Алтайскому краю, Республике Алтай и Республике Хакасия.

### Журналист
Писал репортажи из Вильнюса во время событий в начале 1991 года, из Таджикистана во время гражданской войны (1994 год).
В 2000 году писал о «деле девушек из АГТУ» (загадочное исчезновение пяти абитуриенток и студенток вуза в начале лета 2005 года, так и оставшееся необъяснённым — подозреваемый в похищениях и убийствах выбросился с 9 этажа при проведении следственных мероприятий).
В октябре 2005 году опубликовал на сайте «Банкфакс» интервью с Борисом Березовским, в котором тот заявил о необходимости «силового перехвата власти в России». ФСБ, аргументируя тем, что Березовский объявлен российскими правоохранителями в розыск, потребовала от Теплякова объяснений.
С начала 2006 года в газете «Алтайская правда» Тепляков опубликовал ряд статей, касавшихся нарушений прав граждан в Барнауле: точечные застройки, махинации с землей, обман дольщиков, незаконные поборы в ТОСах, раздача бюджетных денег, махинации при расселении граждан из ветхого и аварийного жилья и т. п. В газете «Известия» писал о гибели губернатора и артиста Михаила Евдокимова, о пропадавших в Красноярске детях (серия статей о Полине Мальковой), о катастрофе на Саяно-Шушенской ГЭС, об ограблении банков в Чите, Перми, Барнауле, о «деле архаровцев» и о многом другом.
В 2015 году за проводившиеся им журналистские расследования Тепляков был удостоен премии Союза журналистов «Золотое перо России».

### Общественный деятель
В декабре 2004 года был одним из инициаторов и авторов письма алтайских журналистов, отказавшихся участвовать в кампании травли Владимира Рыжкова (тогда — депутата Госдумы от Барнаула). Под письмом поставили свои подписи 122 алтайских журналиста из самых разных СМИ. Часть «подписантов» в январе 2005 года объединилась в Союз журналистов Алтая (СЖА), председателем которого был выбран Сергей Тепляков. Союз журналистов Алтая был принят в состав Союза журналистов России.
5 мая 2005 года СЖА провёл первую церемонии вручения репутационной премии «Золотой ключ — Золотой замо́к» — самым закрытым и самым открытым государственным служащим, политикам и бизнесменам. В 2010 и 2011 годах вручение премии возобновилось, добавлены номинации «самые закрытые» и «самые открытые пресс-службы». Тепляков выступает как организатор и ведущий церемонии.
Тепляков входит в совет Союза общественных организаций Алтайского края.